# Convention d'Ohnenheim
La Convention d'Ohnenheim est une confession de foi signée le 4 février 1660 dans le village alsacien d'Ohnenheim. 

## Histoire
Le document traduit la vision d'un courant anabaptiste ; les frères d'Alsace approuvent la Confession de Dordrecht de 1632, publiée par des mennonites allemands à Dordrecht, aux Pays-Bas . Elle peut être qualifiée de confession de foi des « Amish », bien que Jakob Amman, fondateur de ce mouvement, n'ait rompu véritablement avec le courant anabaptiste principal qu'en 1693.